# Ma se ghe penso
Ma se ghe penso  (Ma se ci penso in italiano) è una storica canzone in lingua genovese. Scritta nel 1925, è divenuta d'uso tradizionale e simbolo della cultura musicale ligure.
È stata eseguita da diversi artisti fra i quali: Gino Paoli, Mina nel 1967, Bruno Lauzi in diverse incisioni e Gilberto Govi.  Nel 2007 è stata incisa anche da Antonella Ruggiero, che già l'aveva cantata a Genova il 26 luglio 2004, in occasione della manifestazione canora Just Like a Woman, registrata nell'album Stralunato Recital Live. Durante la serata finale del Festival di Sanremo 2011 la canzone è stata eseguita sul palco del Teatro Ariston dal trio Massimo Ranieri, Luca Bizzarri e Paolo Kessisoglu. Nel 2017 la cantante Francess ha fatto una versione in inglese  col titolo If I think home.

## Storia
L'anno di nascita del brano è il 1925, la composizione è attribuita a Mario Cappello per i versi e la musica, con la collaborazione di Attilio Margutti. La canzone fu lanciata in un primo momento con il titolo Se ghe penso, senza la congiunzione iniziale "ma", aggiunta in un secondo momento. Il titolo in dialetto genovese scrive "Ma se ghe penso", ma si pronuncia "Ma se ghe pensu", con una U finale.
La prima interpretazione del brano fu quella del soprano Luisa Rondolotti, che lo cantò al Teatro Orfeo di via XX settembre, sala genovese successivamente convertita in cinematografo, oggi punto vendita Snipes.
Erano gli anni in cui nasceva la canzone dialettale genovese, derivata degli antichi trallallero e che sarebbe poi sfociata nella scuola dei cantautori genovesi, passando prima attraverso lo swing dell'immediato dopoguerra di Natalino Otto e il gruppo degli urlatori anni sessanta di cui faceva parte il cantante con il saltino: Joe Sentieri.

## Descrizione
La canzone narra la storia di un genovese emigrato in America Latina in cerca di fortuna, evento socialmente molto comune tra la fine del 1800 e l'inizio del 1900, che, ritrovatosi a pensare alla bellezza della sua città natale, sopraffatto dalla nostalgia, decide di farvi ritorno, contro il volere del figlio.
La canzone si apre con il riferimento alla povertà del protagonista, che è partito completamente squattrinato (sensa ûn-a palanca) per le Americhe, dove si è sistemato economicamente, e torna trent'anni dopo a Genova pur di rivedere la sua terra (E sensa tante cöse o l'è partïo, senza tanti indugi è partito), disinteressandosi del fatto che il figlio preferisca rimanere nel nuovo continente e partendo in un viaggio a ritroso nel tempo e nello spazio per formare di nuovo il suo nido a Genova.
Questa canzone, diventata un vero e proprio simbolo musicale della città di Genova e di tutto ciò che la riguarda (in maniera similare a quanto avvenuto a Milano con il brano O mia bela Madunina), descrive l'attaccamento dei genovesi alla propria città e contrasta lo stereotipo della loro avarizia, riconoscendogli valori più alti di quelli materiali: nel caso del protagonista, a un iniziale desiderio di una condizione migliore (Aveva lottato per risparmiare e farsi la palazzina e il giardinetto), pian piano subentra la nostalgia che lo vince.

## Il testo
Ma se ci penso allora io vedo il mare,
 vedo i miei monti e piazza della Nunziata,
rivedo il Righi e mi si stringe il cuore,
vedo la Lanterna, la cava, laggiù il molo...
Rivedo alla sera Genova illuminata,
vedo là la Foce e sento frangere il mare
e allora io penso ancora di ritornare
a posare le ossa dove è mia nonna.

Ed era passato del tempo, forse troppo,
il figlio insisteva: "Stiamo bene,
dove vuoi andare, papà?..penseremo dopo;
il viaggio, il mare, sei vecchio, non conviene!"
"Oh no, oh no! mi sento ancora in gamba,
sono stanco e non ne posso proprio più,
sono stufo di sentire: señor, carramba,
io voglio ritornarmene ancora in giù...
Tu sei nato e hai parlato spagnolo,
io sono nato genovese e... non ci mollo!"

Ma se ci penso allora io vedo il mare,
vedo i miei monti e piazza della Nunziata,
rivedo Righi e mi si stringe il cuore,
vedo la Lanterna, la cava, laggiù il molo...
Rivedo la sera Genova illuminata,
vedo là la Foce e sento frangere il mare,
e allora io penso ancora di ritornare
a posare le ossa dove è mia nonna.
E senza tanti indugi è partito
e a Genova ha formato di nuovo il suo nido.»